# Chrysomphalus propsimus
Chrysomphalus propsimus är en insektsart som beskrevs av Banks 1906. Chrysomphalus propsimus ingår i släktet Chrysomphalus och familjen pansarsköldlöss. Inga underarter finns listade i Catalogue of Life.